# Грчка на Зимским олимпијским играма 2010.
Грчка је учествовала на Зимским олимпијским играма 2010, у Ванкуверу Канада са седам такмичара у 3 спорта. Занимљиво је да су на играма заједно наступили отац (Танасис) и његова ћерка (Панајота), обоје у биатлону.
Грчки олимпијски тим је остао у групи екипа које нису освојиле ниједну медаљу.
Заставу Грчке на свечаном отварању Олимпијских игара 2010. носио је биатлонац Танасис Цакирис.

## Учесници по спортовима
| Спорт           | Мушкарци | Жене | Укупно |
| --------------- | -------- | ---- | ------ |
| Алпско скијање  | 2        | 1    | 3      |
| Биатлон         | 1        | 1    | 2      |
| Скијашко трчање | 1        | 1    | 2      |
| Укупно(3)       | 4        | 3    | 7      |

## Алпско скијање

### Жене
| Тачмичарка  | Дисциплина | Резултати    | Резултати    | Резултати | Резултати | Резултати    |
| Тачмичарка  | Дисциплина | 1. трка      | 2. трка      | Укупно    | Заостатак | Пласман      |
| ----------- | ---------- | ------------ | ------------ | --------- | --------- | ------------ |
| Софија Рали | Слалом     | 59,32 (55)   | 1:01,09 (48) | 2:00,41   | 17,52     | 47 / 55 (87) |
| Софија Рали | Велеслалом | 1:27,75 (62) | 1:22,86 (52) | 2:50,61   | 23,50)    | 53 / 60 (86) |

### Мушкарци
| Тачмичар            | Дисциплина | Резултати    | Резултати    | Резултати    | Резултати    | Резултати         |
| Тачмичар            | Дисциплина | 1. трка      | 2. трка      | Укупно       | Заосатак     | Плас/Такм. (Укуп) |
| ------------------- | ---------- | ------------ | ------------ | ------------ | ------------ | ----------------- |
| Стефанос Цимикалис  | Слалом     | Није завршио | Није завршио | Није завршио | Није завршио | Није завршио      |
| Стефанос Цимикалис  | Велеслалом | 1:29,21 (73) | 1:30,95 (62) | 3:00,16      | 22,33)       | 65 / 81 (103)     |
| Василис Димитриадис | Слалом     | 51,96 (36)   | 56,20 (35)   | 1:48,16      | 8,84         | 33 / 48 (102)     |
| Василис Димитриадис | Велеслалом | 1:24,64 (58) | Није завршио | Није завршио | Није завршио | Није завршио      |

## Биатлон

### Мушкарци
| Такмичар        | Дисциплина  | Резултати            | Резултати            | Резултати            |                      |
| Такмичар        | Дисциплина  | Време                | Промашаји            | Пласман              |                      |
| --------------- | ----------- | -------------------- | -------------------- | -------------------- | -------------------- |
| Танасис Цакирис | Појединачно | 57:42,1              | 5 (2+0+1+2)          | 80 / 88 (88)         |                      |
| Танасис Цакирис | Спринт      | Није завршио.        | Није завршио.        | Није завршио.        | Није завршио.        |
| Танасис Цакирис | Потера      | Није се квалификовао | Није се квалификовао | Није се квалификовао | Није се квалификовао |

### Жене
| Такмичар        | Дисциплина  | Резултати             | Резултати             | Резултати             |                       |
| Такмичар        | Дисциплина  | Време                 | Промашаји             | Заостатак             | Пласман/учес.         |
| --------------- | ----------- | --------------------- | --------------------- | --------------------- | --------------------- |
| Панајота Цакири | Појединачно | 54:36,3               | 7 (1+2+1+3)           | 13:43,5               | 85 / 86 (87)          |
| Панајота Цакири | Спринт      | 24:28,8               | 3 (1+2)               | 4:33,2                | 86 / 88 (89)          |
| Панајота Цакири | Потера      | Није се квалификовала | Није се квалификовала | Није се квалификовала | Није се квалификовала |

## Скијашко трчање

### Жене
| Име          | Дисциплина     | Резултат | Резултат  | Резултат    |
| Име          | Дисциплина     | Време    | Заостатак | Пласман     |
| ------------ | -------------- | -------- | --------- | ----------- |
| Марија Даноу | 10 км слободно | 32:14,6  | 7:16,2    | 73 /78 (78) |

### Мушкарци
| Име              | Дисциплина | Квалификације     | Квалификације | Четвртфинале         | Четвртфинале         | Полуфинале           | Полуфинале           | Финале               | Финале               |
| Име              | Дисциплина | Време             | Пласман       | Време                | Пласман              | Време                | Пласман              | Време                | Пласман              |
| ---------------- | ---------- | ----------------- | ------------- | -------------------- | -------------------- | -------------------- | -------------------- | -------------------- | -------------------- |
| Лефтерис Фафалис | Спринт     | 10:53,00 (+14,52) | 50 / 62 (62)  | Није се квалификовао | Није се квалификовао | Није се квалификовао | Није се квалификовао | Није се квалификовао | Није се квалификовао |